# Liste von Brücken in Schweden
Die Liste von Brücken in Schweden führt große und bedeutende Straßen-, Eisenbahn- und andere Brücken auf, die auf dem Gebiet von Schweden liegen.

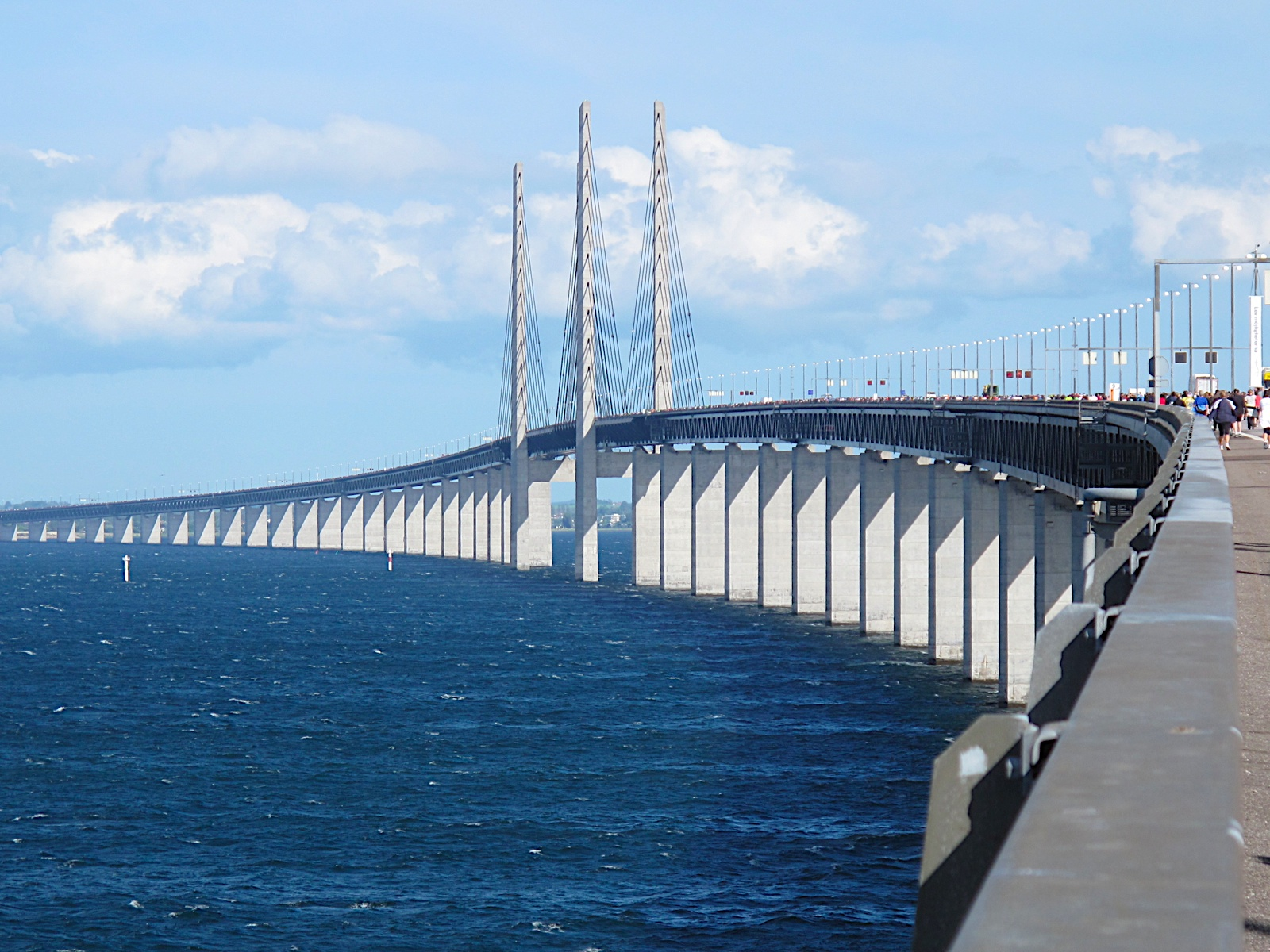
(Brückenlauf 2010)

Einige dieser Brücken waren zur Zeit ihrer Eröffnung die größten Brücken Europas oder gar der Welt. Aufgeführt sind alle Brücken Schwedens mit einer Gesamtlänge von über 1000 Metern.

## Liste der Brücken
Vorbemerkungen
- Die Hochbrücke der Öresundbrücke befindet sich auf schwedischem Staatsgebiet.
- Die eingestürzte Almöbron wurde durch die Tjörnbron ersetzt.

Die Liste ist durch Anklicken der Pfeile sortierbar.
| Name (Lage)                   | überbrückt bei (Ort)            | Eröff- nung | Funktion            | Konstruktion                        | Länge  | Stütz- weite | Durch- fahrts- höhe | Bemerkung                          | Bild |
| ----------------------------- | ------------------------------- | ----------- | ------------------- | ----------------------------------- | ------ | ------------ | ------------------- | ---------------------------------- | ---- |
| Öresundbrücke (Lage)          | Öresund bei Malmö               | 2000        | Autobahn, Eisenbahn | Schrägseilbrücke, Doppelstockbrücke | 5350 m | 490 m        | 57 m                | Gesamtlänge 7845 m, Maut           |      |
| Ölandsbron (Lage)             | Kalmarsund bei Kalmar           | 1972        | Straße              | Balkenbrücke                        | 6072 m | 130 m        | 32 m                |                                    |      |
| Igelstabron (Lage)            | Kanal bei Södertälje            | 1995        | Eisenbahn           | Balkenbrücke                        | 2140 m | tbc m        | 48 m                | Bahnhof auf der Brücke             |      |
| Sundsvallsbron (Lage)         | Sundsvallsfjärden bei Sundsvall | 2014        | Autobahn            | Balkenbrücke                        | 2109 m | 170 m        | 33 m                | Radweg, Maut                       |      |
| Umeälvsbron (Lage)            | Umeälv bei Umeå                 | 2010        | Eisenbahn           | Balkenbrücke                        | 1937 m | m            | 10 m                |                                    |      |
| Högakustenbron (Lage)         | Ångermanälv bei Härnösand       | 1997        | Straße              | Hängebrücke                         | 1867 m | 1210 m       | 40 m                | Pylone: 182 m                      |      |
| Uddevallabron (Lage)          | Sunningesund bei Uddevalla      | 2000        | Autobahn            | Schrägseilbrücke                    | 1712 m | 414 m        | 47 m                | zweihüftig                         |      |
| Vallsundsbron (Lage)          | Vallsund nach Frösön            | 1998        | Straße              | Balkenbrücke                        | 1500 m |              | 18 m                | Eisquerung im Winter               |      |
| Stallbackabron (Lage)         | Göta älv bei Trollhättan        | 1998        | Straße              | Balkenbrücke                        | 1392 m |              | 28 m                |                                    |      |
| Sannsundsbron (Lage)          | Sannsundet Gemeinde Berg        | 1981        | Straße              | Balkenbrücke                        | 1322 m |              |                     |                                    |      |
| Kista-Viadukt (Lage)          | Straßen in Stockholm            | 1977        | U-Bahn              | Balkenbrücke                        | 1120 m |              |                     |                                    |      |
| Strängnäsbron (Lage)          | Mälar bei Strängnäs             | 1981        | Straße              | Balkenbrücke                        | 1164 m |              |                     |                                    |      |
| Partihallsförbindelsen (Lage) | Straßen in Göteborg             | 2011        | Straße              | Balkenbrücke                        | 1150 m |              |                     |                                    |      |
| Alnöbron (Lage)               | Alnösundet nach Alnön           | 1964        | Straße              | Balkenbrücke                        | 1042 m |              | 40 m                |                                    |      |
| Ångermanälvbron               | Ångermanälv bei Kramfors        | 2009        | Eisenbahn           |                                     | 1040 m | 61 m         |                     |                                    |      |
| Nätraånbron                   | Nätraån bei Örnsköldsvik        | 2009        | Eisenbahn           |                                     | 1014 m | 60 m         |                     |                                    |      |
| Lidingöbron (Lage)            | Lilla Värtan in Stockholm       | 1971        | Straße              | Balkenbrücke                        | 997 m  | 73 m         |                     |                                    |      |
| Götaälvbron (Lage)            | Göta älv in Göteborg            | 1939        | Straße, Straßenbahn | Klappbrücke                         | 950 m  |              | 18 m                | Maut?, Radweg                      |      |
| Älvsborgsbron (Lage)          | Göta älv in Göteborg            | 1966        | Straße              | Hängebrücke                         | 900 m  | 418 m        | 45 m                | Maut, Radweg                       |      |
| Bergnäsbron (Lage)            | Lule älv bei Luleå              | 1939        | Straße              | Bogenbrücke Klappbrücke             | 896 m  |              | 7 m                 | Radweg                             |      |
| Årstabron West (Lage)         | Årstaviken in Stockholm         | 2005        | Eisenbahn           | Balkenbrücke                        | 833 m  |              | 26 m                | Radweg                             |      |
| Sandöbron (Lage)              | Ångermanälven bei Kramfors      | 1943        | Straße              | Bogenbrücke                         | 810 m  | 264 m        | 40 m                | größte Europas (1943)              |      |
| Sölvesborgsbron (Lage)        | Sölvesborgsviken in Sölvesborg  | 2012        | Radweg, Fußgänger   | Bogenbrücke                         | 760 m  |              | 2 m                 |                                    |      |
| Johanneshovsbron (Lage)       | Hammarbykanal in Stockholm      | 1984        | Straße              | Balkenbrücke                        | 756 m  | 55 m         | 32 m                | Maut                               |      |
| Årstabron Ost (Lage)          | Årstaviken in Stockholm         | 1929        | Eisenbahn           | Bogenbrücke                         | 753 m  |              | 26 m                | ABBA-Musikvideo                    |      |
| Svinesundbrücke (Lage)        | Svinesund bei Strömstad         | 2005        | Autobahn            | Bogenbrücke                         | 704 m  | 247 m        | 55 m                | Maut, Grenze (2/3 in Schweden)     |      |
| Tjörnbron (Lage)              | Askeröfjord bei Stenungsund     | 1981        | Straße              | Schrägseilbrücke                    | 664 m  | 386 m        | 43 m                | Ersatz für Almöbron                |      |
| Almöbron (Lage)               | Askeröfjord bei Stenungsund     | 1960        | Straße              | Rohrbogenbrücke                     | 660 m  | 278 m        | 41 m                | 1980 eingestürzt                   |      |
| Västerbron (Lage)             | Riddarfjärden in Stockholm      | 1935        | Straße              | Bogenbrücke                         | 600 m  | 200 m        | 26 m                |                                    |      |
| Skanstullsbron (Lage)         | Hammarbykanal in Stockholm      | 1947        | Straße, U-Bahn      | Bogenbrücke                         | 574 m  | 118 m        | 32 m                |                                    |      |
| Kolbäcksbron (Lage)           | Ume älv in Umeå                 | 2001        | Straße              | Schrägseilbrücke                    | 530 m  | 140 m        | 10 m                | einhüftig; Fahrrad                 |      |
| Tranebergsbron (Lage)         | Tranebergsund in Stockholm      | 1934        | Straße              | Betonbogenbrücke                    | 450 m  | 247 m        | 25 m                | größte der Welt                    |      |
| Alte Svinesundsbrücke (Lage)  | Svinesund bei Strömstad         | 1946        | Straße              | Bogenbrücke                         | 420 m  |              | 58 m                | Maut, Grenze                       |      |
| Torneälv-Brücke (Lage)        | Torne älv Haparanda/Tornio      | 1919        | Eisenbahn           | Stahlfachwerkbrücke                 | 405 m  | 60 m         |                     | drehbares Mittelteil; Grenze       |      |
| Alviksbron (Lage)             | Mälaren in Stockholm            | 2000        | Straßenbahn         | Balkenbrücke                        | 400 m  | 140 m        | 24 m                | Fahrrad                            |      |
| Strömsundsbron (Lage)         | Faxälven bei Strömsund          | 1956        | Straße              | Schrägseilbrücke                    | 332 m  | 182 m        |                     | größte der Welt                    |      |
| Gamla bron (Lage)             | Ume älv in Umeå                 | 1860        | Fahrrad, Gehweg     | Bogenbrücke                         | 301 m  |              |                     | Stahlbr. seit 1895                 |      |
| Skurubron (Lage)              | Skurusund in Nacka              | 1915        | Straße              | Betonbogenbrücke                    | 284 m  | 72 m         | 30 m                | größte Nordeuropas; 1957 2. Brücke |      |

## Weitere  Brücken in Schweden
- Alte Äspetbrücke, Åhus (1908)

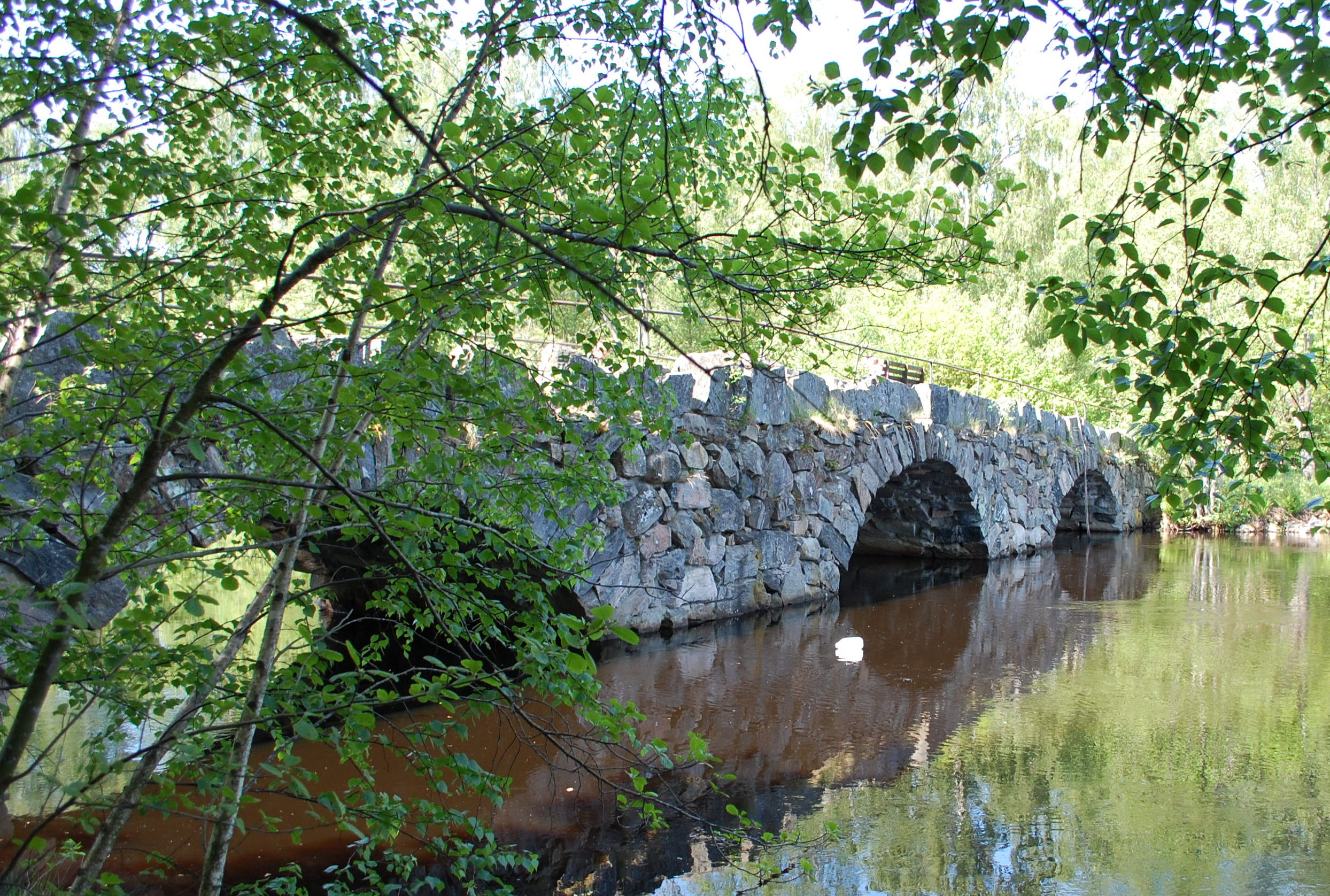
Steinbogenbrücke Glimminge

- Mankellbron, Brücke der Inlandsbahn (1908)
- Östra Bron, 168 m, 1811 Steinbogenbrücke
- Piteälvsbron, Brücke der Inlandsbahn (1937)
- Steinbogenbrücke Glimminge, 75 m (1818)
- Svindersviksbron 195 m, 2016
- Jarlabankes Bro, befestigter Weg (um 1060)

### Brücken in Stockholm
- Centralbron, Nord & Süd
- Danviksbro, Bahn & Straße
- Djurgårdsbron, 35 m, 1897
- Essingebron
- Fredriksdalsbron, 379 m
- Karlbergsbron, Ost & West
- Långholmsbron 56 m, 1931
- Norrbro, 1807
- Skansbron, 65 m, 1925